# Pontvallain
Pontvallain település Franciaországban, Sarthe megyében. Lakosainak száma 1614 fő (2022. január 1.). Pontvallain Château-l’Hermitage, Coulongé, Sarcé, Écommoy, Mansigné, Mayet, Requeil és Saint-Biez-en-Belin községekkel határos.

## Népesség
A település népességének változása:
| Lakosok száma | 1797 | 1730 | 1722 | 1675 | 1662 | 1645 | 1634 | 1624 | 1614 |
|               | 2013 | 2015 | 2016 | 2017 | 2018 | 2019 | 2020 | 2021 | 2022 |